# Kamaoaivi
Kamaoaivi är ett berg i Finland. Det ligger i Utsjoki kommun i landskapet Lappland, i den norra delen av landet, 1 100 km norr om huvudstaden Helsingfors. Toppen på Kamaoaivi är 380 meter över havet. Kamaoaivi ingår i Paistunturit.
Terrängen runt Kamaoaivi är varierad.  Trakten runt Kamaoaivi är nära nog obefolkad, med mindre än två invånare per kvadratkilometer. Det finns inga samhällen i närheten. Omgivningarna runt Kamaoaivi är i huvudsak ett öppet busklandskap.